# Шарани (село)
Шарàни е село в Северна България, община Габрово, област Габрово.

## География
Село Шарани се намира на около 5 km северно от центъра на град Габрово. Разположено е в платото Стражата, върху склон с преобладаващ наклон на североизток. На около 0,5 km източно от селото тече в началото на Стражанския пролом река Янтра. Надморската височина в североизточния край на Шарани е около 420 – 425 m, а в югозападния нараства до около 520 – 530 m. Климатът е умерено – континентален, отличаващ се със студена зима и сравнително топло лято.
Общински път, излизащ от северния край на Габрово покрай левия бряг на Янтра, след около километър минава източно покрай Шарани и след селото продължава на северозапад през селата Банковци, Гръблевци, Солари, Иванили и Спанци до село Кози рог, където прави връзка с третокласния републикански път III-4403.
Населението на село Шарани, наброявало 125 души при преброяването към 1934 г., намалява до 22 души към 1985 г., а по текущата демографска статистика за населението към 2019 г. наброява 11 души.

## История
През 1966 г. дотогавашното населено място колиби Шараните е преименувано на Шарани, а през 1995 г. колиби Шарани придобива статута на село..

## Население
Преброяване на населението през 2011 г.
Численост и дял на етническите групи според преброяването на населението през 2011 г.:
|                     | Численост | Дял (в %) |
| Общо                | 21        | 100,00    |
| Българи             | 21        | 100,00    |
| Турци               | 0         | 0,00      |
| Цигани              | 0         | 0,00      |
| Други               | 0         | 0,00      |
| Не се самоопределят | 0         | 0,00      |
| Неотговорили        | 0         | 0,00      |